# Adolf von Sonnenthal
Pour les articles homonymes, voir Sonnenthal (homonymie).
Adolf von Sonnenthal, né à Pest (en Autriche-Hongrie, actuellement partie de Budapest) le 21 décembre 1834 et mort à Prague (Autriche-Hongrie) le 4 avril 1909, est un acteur autrichien.

## Biographie
Adolf von Sonnenthal naît de filiation juive à Budapest. Apprenti chez un tailleur, il cultive une passion pour le théâtre et obtient le soutien d'un coreligionnaire, l'acteur Bogumil Dawison (de), auprès duquel il reçoit une formation en art dramatique.

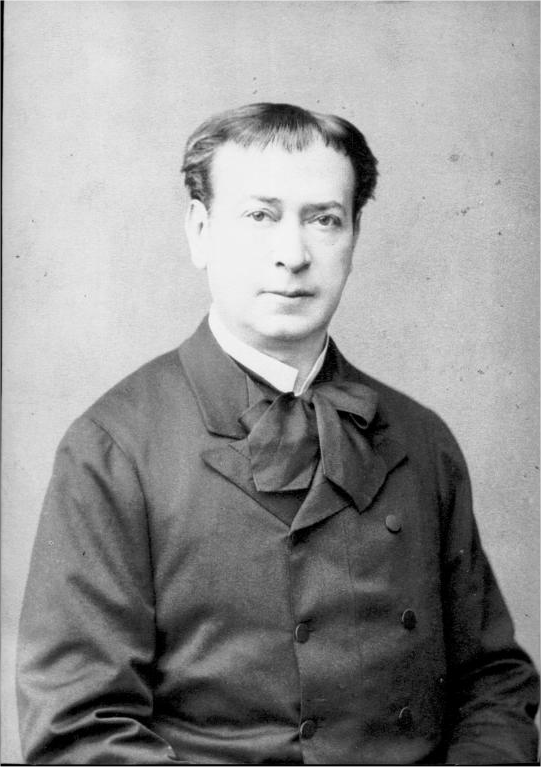
Adolf von Sonnenthal en 1884

Sa première apparition au théâtre date de 1851 à Temesvar (actuellement Timișoara en Roumanie) et, après des engagements à Hermannstadt (actuellement Sibiu en Roumanie) et à Graz, il joue pendant la saison 1855-1856 à Königsberg in Preussen (Prusse). Sa première prestation sur scène remporte un tel succès qu'il est engagé par Heinrich Laube pour le Burgtheater de Vienne, où il débute en tenant le rôle de Mortimer dans le Marie Stuart de Schiller. 
Sous l'égide de Laube, en trois ans, il devient un acteur de premier rang, excellant tant en tragédie qu'en comédie. 
En 1882, après vingt-cinq années d'une brillante carrière au Théâtre de la Cour, il est fait chevalier de l'ordre de la couronne de fer par l'empereur François-Joseph. 
En 1884, il est nommé directeur en chef du théâtre et en 1887-1888, il en est le conseiller artistique. 
Il a joué aux États-Unis en 1885, 1899 et 1902, y remportant un grand succès. Ses rôles principaux étaient ceux de Nathan dans Nathan Le Sage de Gotthold Ephraim Lessing, de Friedrich von Schiller dans la trilogie Wallenstein et du Maître de Palmyre d'Adolf Wilbrandt.
La petite-fille de Sonnenthal a épousé le compositeur et chef d'orchestre autrichien Erich Korngold, naturalisé américain en 1943.

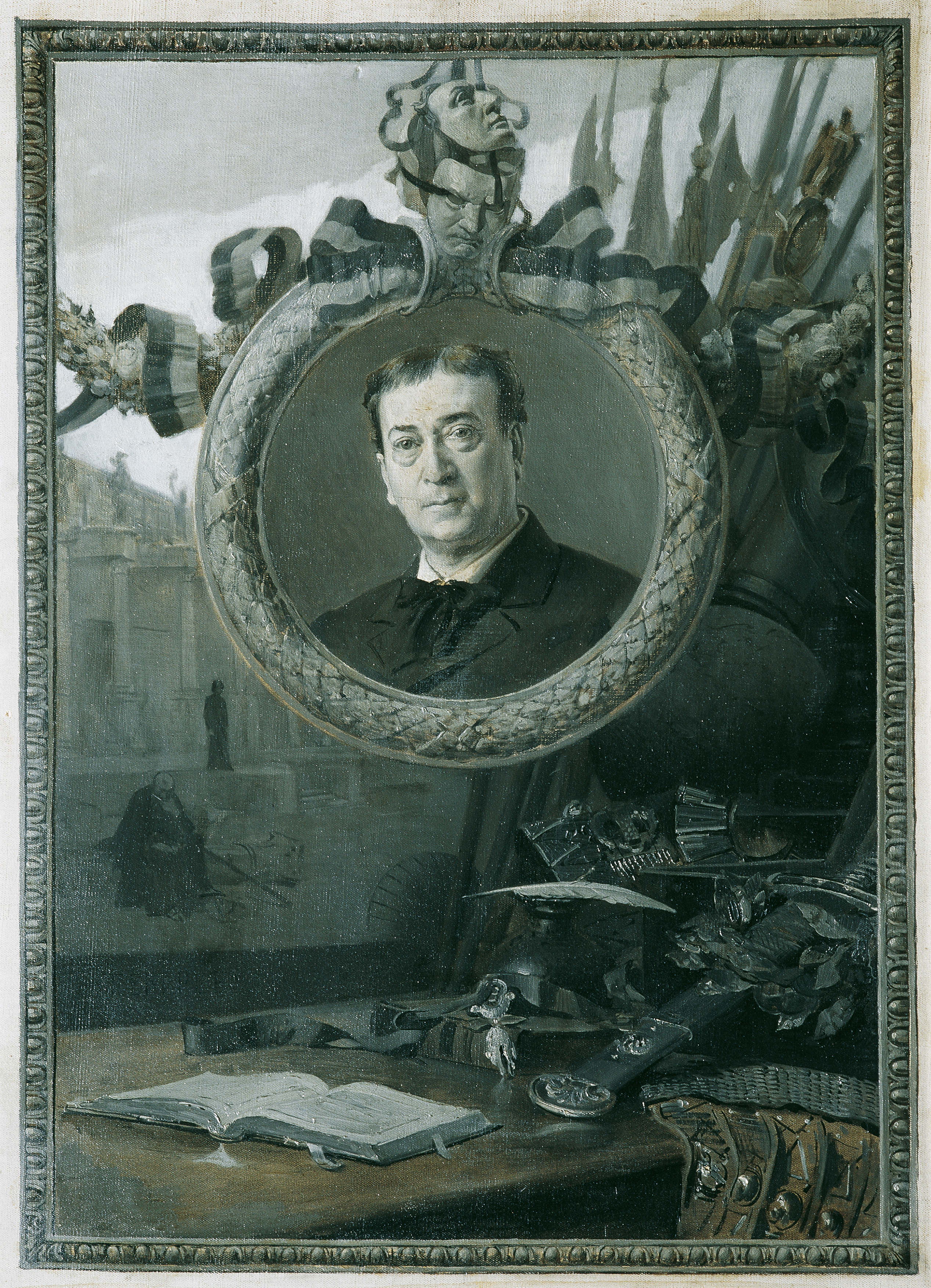
Der Schauspieler Adolf von Sonnenthal, peinture par, 1895